# アルドラーゼ
アルドラーゼ（英語: Aldolase）は、通常フルクトースビスリン酸アルドラーゼを指す。

## フルクトースビスリン酸アルドラーゼ
アルドラーゼは嫌気性解糖系酵素で、分子量約4万のサブユニットα, β, γからなる。四量体であり、α4, β4, γ4の3種類のアイソザイムがあり、それぞれ筋(A)型、肝(B)型、脳(C)型と呼ばれている。これらは別々の遺伝子によってコードされており、A型は第16(q22-24)、B型は第9(q21.3-22.3)、C型は第17染色体上にある。
フルクトース-1,6-二リン酸を切断し、ジヒドロキシアセトンリン酸(DHAP) とグリセルアルデヒド3リン酸 (GAP)が一分子ずつ生成される。この反応は可逆性である。
3つのアイソザイムのうちA型は骨格筋、心筋、脳、胎児組織、癌細胞に、B型は肝、腎、小腸上皮に、C型は神経系に多くみられる。
- A型アルドラーゼ（英語版）
- B型アルドラーゼ
- C型アルドラーゼ

## アルドラーゼを名前に含むその他の酵素
- 17α-ヒドロキシプロゲステロンアルドラーゼ
- 2-デヒドロ-3-デオキシ-6-ホスホガラクトン酸アルドラーゼ
- 2-デヒドロ-3-デオキシ-D-吉草酸アルドラーゼ
- 2-デヒドロ-3-デオキシグルカル酸アルドラーゼ
- 2-デヒドロパントイン酸アルドラーゼ
- 4-(2-カルボキシフェニル)-2-オキソブタ-3-エン酸アルドラーゼ
- 5-デヒドロ-2-デオキシホスホグルコン酸アルドラーゼ
- ベンゾインアルドラーゼ
- デオキシリボースリン酸アルドラーゼ
- ジヒドロネオプテリンアルドラーゼ
- ジメチルアニリン-N-オキシドアルドラーゼ
- ケトテトロースリン酸アルドラーゼ
- 乳酸アルドラーゼ
- L-フクロース-リン酸アルドラーゼ
- フェニルセリンアルドラーゼ
- ラムヌロース-1-リン酸アルドラーゼ
- スフィンガニン-1-リン酸アルドラーゼ
- タガトース-ビスリン酸アルドラーゼ
- トレオニンアルドラーゼ
- 3-ヒドロキシ-D-アスパラギン酸アルドラーゼ
- 4-ヒドロキシ-4-メチル-2-オキソグルタル酸アルドラーゼ
- 4-ヒドロキシ-2-オキソグルタル酸アルドラーゼ